# Juli Burdó
Juli Burdó (en llatí Julius Burdo) va ser un comandant de la flota romana a Germània l'any 70. Els soldats estaven contra ell des que es va començar a sospitar que havia pres part en la mort de Fonteu Capitó (Fonteius Capito), però Vitel·li el va protegir de la venjança dels soldats.